# 牟礼鯨
牟礼 鯨（むれ くじら、1984年 - ）は、同人誌を中心に活動する日本の小説家。サークル「西瓜鯨油社」代表。

## 略歴
東京都出身。2003年4月に早稲田大学第一文学部総合人文学科に入学、専攻はイスラーム史。在学中は青年エスペラント運動にかかわる。2008年に大学卒業後は知的障害児施設に勤務したが、「職場放棄」する形で退職し、全国を放浪。札幌市に居住後、2009年に東京に戻る。

## 主な活動
文学フリマや福岡ポエイチなど日本全国の文芸誌即売会に参加し自費出版本を販売、インターネットにおいてはkindleで電子書籍を販売し、セルフパブリッシング時代を代表する作家となっている。執筆活動の他に、文学フリマ公式ガイドブック制作の中心的人物としても活動している。